# (466237) 2013 AB54
(466237) 2013 AB54 es un asteroide perteneciente al cinturón de asteroides, descubierto el 4 de enero de 2013 por el equipo Spacewatch desde el Observatorio Nacional de Kitt Peak (Arizona, Estados Unidos).